# 독일 올림픽 체육 연맹
독일 올림픽 체육 연맹(독일어: Deutscher Olympischer Sportbund)은 독일의 국가 올림픽 위원회이다. IOC 코드는 GER이다. 본부는 프랑크푸르트암마인에 있으며 유럽 올림픽 위원회에 소속되어 있다.
89,000개에 달하는 스포츠 클럽과 27,000,000명에 달하는 회원, 16개 주별 체육 연맹, 62개 국가 스포츠 종목 연맹, 20개 특별 회원 스포츠 연맹이 소속되어 있으며 독일의 스포츠 발전을 담당한다. 또한 올림픽, 유러피언 게임을 비롯한 국제 스포츠 대회에 참가하는 독일의 선수들을 대표한다.
1895년에 설립되었으며 같은 해에 국제 올림픽 위원회의 승인을 받았다. 2006년 5월 20일을 기해 독일 체육 연맹(Deutscher Sportbund, DSB)과 독일 올림픽 위원회(Nationales Olympisches Komitee für Deutschland, NOK)가 통합되면서 오늘에 이른다.

## 같이 보기
- 올림픽 독일 선수단